# Sphaleractis
Sphaleractis är ett släkte av fjärilar. Sphaleractis ingår i familjen stävmalar.
Kladogram enligt Catalogue of Life:
| Sphaleractis | \| \| Sphaleractis epiclysta \| \| \| \| \| \| Sphaleractis eurysema \| \| \| \| \| \| Sphaleractis parasticta \| \| \| \| \| \| Sphaleractis platyleuca \| \| \| \| |
|              | \| \| Sphaleractis epiclysta \| \| \| \| \| \| Sphaleractis eurysema \| \| \| \| \| \| Sphaleractis parasticta \| \| \| \| \| \| Sphaleractis platyleuca \| \| \| \| |
|              | Sphaleractis epiclysta |
|              | |
|              | Sphaleractis eurysema |
|              | |
|              | Sphaleractis parasticta |
|              | |
|              | Sphaleractis platyleuca |
|              | |